# Copa Confederaciones de fútbol sala
La Copa Confederaciones de fútbol sala (oficialmente en inglés, Al-Fateh Futsal Continental Cup) fue un torneo internacional de fútbol sala auspiciado por la FIFA pero sin ser de carácter oficial, en el cual participaban seis equipos en representación de las seis confederaciones que componen el máximo organismo del fútbol mundial (UEFA, CAF, CONMEBOL, CONCACAF, AFC y OFC) más el campeón del mundo y el anfitrión del torneo. No debe confundirse con el torneo continental amistoso organizado por Tailandia.

## Resultados

### Ediciones
| Año           | Sede           | Final     | Final         | Final           | 3°/4° lugar   | 3°/4° lugar   | 3°/4° lugar  |
| Año           | Sede           | Campeón   | Resultado     | Subcampeón      | Tercero lugar | Resultado     | Cuarto lugar |
| ------------- | -------------- | --------- | ------------- | --------------- | ------------- | ------------- | ------------ |
| 2009 Detalles | Trípoli, Libia | Irán      | Fase de grupo | Uruguay         | Libia         | Fase de grupo | Guatemala    |
| 2013 Detalles | Brasil         | Brasil    | 4:1           | Colombia        | Chile         | Fase de grupo | Croacia      |
| 2014 Detalles | Kuwait         | Argentina | 6:2           | República Checa | Brasil        | 3:0           | Italia       |

### Palmarés
| Equipo          | Campeón  | Subcampeón | Tercer lugar | Cuarto lugar |
| --------------- | -------- | ---------- | ------------ | ------------ |
| Irán            | 1 (2009) |            |              |              |
| Brasil          | 1 (2013) |            | 1 (2014)     |              |
| Argentina       | 1 (2014) |            |              |              |
| Uruguay         |          | 1 (2009)   |              |              |
| Colombia        |          | 1 (2013)   |              |              |
| República Checa |          | 1 (2014)   |              |              |
| Libia           |          |            | 1 (2009)     |              |
| Chile           |          |            | 1 (2013)     |              |
| Guatemala       |          |            |              | 1 (2009)     |
| Croacia         |          |            |              | 1 (2013)     |
| Italia          |          |            |              | 1 (2014)     |